# Watertoren (Udenhout Assisië)

Het vrij uitgestrekte terrein van Huize Assisië

De watertoren aan de Hooghoutseweg bij het Nederlandse kerkdorp Biezenmortel was gevestigd op het terrein van Huize Assisië, waar verstandelijk gehandicapten werden verpleegd. Dit huis is gebouwd in 1904 op een afgelegen terrein in de toenmalige gemeente Udenhout, maar ligt nu op grondgebied van Haaren. De watertoren werd aangelegd ten behoeve van schoon drinkwater. De hoogte van de watertoren wordt op grond van bewaard gebleven foto's geschat op 20 meter en de capaciteit op 25 - 40 m³. Evenals de rest van het oorspronkelijke gebouwencomplex is de watertoren ontworpen door architect J. Heijkants uit Erp.
In de jaren 70 ging men over van groepsgewijze verpleging van verstandelijk gehandicapten naar aandacht voor het individu. Dit had de sloop van diverse historische paviljoens en van de watertoren tot gevolg. De uitvoering van deze plannen duurde tot 1987 en het is niet duidelijk in welk jaar de in onbruik geraakte watertoren afgebroken werd.